# Eulepidotis caudata
Eulepidotis caudata là một loài bướm đêm trong họ Erebidae.